# Фридрих II (III) фон Байхлинген
Фридрих II (III) фон Байхлинген (на немски: Friedrich II (III) von Beichlingen; † 1218) е граф на Байхлинген.

## Произход
Той е син на граф Фридрих II фон Байхлинген († декември 1189) и съпругата му фон Баленщет, дъщеря на граф Адалберт III фон Баленщет († 1173) и Аделхайд фон Ветин († 1181), и внучка на Албрехт I фон Бранденбург „Мечката“. Брат е на граф Фридрих I фон Ротенбург († 1216) и на Херман фон Байхлинген († 1219).

## Фамилия
Фридрих II (III) фон Байхлинген се жени за Елизабет фон Хенеберг (* 1188; † сл. 1210), дъщеря на граф Попо VI/XII фон Хенеберг († 1190) и принцеса София Баварска фон Андекс–Истрия († 1218), дъщеря на Бертолд II († 1188) и Хедвиг фон Вителсбах († 1174). Те имат децата:
- Мехтхилд/Матилда фон Байхлинген († сл. 1259), омъжена пр. 10 декември 1254 г. за граф Гюнтер IV (Шварцбург-Кефернбург) († 1268/1269), син на граф Гюнтер III фон Шварцбург-Кефернбург († 1223) и Дибург фон Анхалт († 1228)
- Фридрих IV фон Байхлинген (III) († 30 ноември 1275), граф на Байхлингени Лора, женен I. за неизвестна, II. на 24 април 1246 г. за Хердвиг/Хедевигис фон Хонщайн († 28 септември 1294), дъщеря на граф Дитрих I фон Хонщайн († 1249) и Хедвиг фон Брена († сл. 1264)
- Хайнрих I фон Байхлинген? († сл. 1252)